# Красильников, Павел Владимирович
Павел Владимирович Красильников (род. 15 июня 1968 года) — российский учёный-почвовед, специалист в области генезиса и географии почв. Член-корреспондент РАН (2016). Почётный член Международного общества почвоведов. Главный редактор журналов «Почвоведение» и «Вестник Московского университета. Сер. 17. Почвоведение». Президент Докучаевского общества почвоведов.

## Биография
Родился 15 июня 1968 года в г. Петрозаводске. Родители — заслуженные артисты Карельской АССР Владимир Павлович Красильников и Рауза Лукмановна Сабирова (Красильникова).
В 1992 году — окончил факультет почвоведения МГУ.
В 1996 году — защитил кандидатскую диссертацию, тема: «Таёжное почвообразование и выветривание на сульфидсодержащих породах: на примере Карелии» (научный руководитель С. А. Шоба). Работал научным сотрудником, затем заведовал лабораторией экологии и географии почв Института биологии Карельского Научного Центра РАН. В течение долгого времени преподавал в Национальном автономном университете Мексики.
В 2004 году — присвоено учёное звание доцента.
В 2008 году — защитил докторскую диссертацию, тема: «Генезис и география почв горных лесов Южной Мексики» (научный консультант В. О. Таргульян).
С 2014 года — профессор кафедры географии почв факультета почвоведения.
В 2016 году — избран членом-корреспондентом РАН.
С 2 ноября 2020 года — и. о. декана факультета Почвоведения МГУ.
С 28 декабря 2022 года — заведующий кафедрой общего почвоведения факультета Почвоведения МГУ (по совместительству).

## Научная и образовательная деятельность
Область научных интересов: генезис и география почв, минералогия и микроморфология почв; экономика деградации земель.
Разработал теорию педогенеза в динамичных горных ландшафтах тропиков и субтропиков, выявил географические закономерности формирования мозаики почв на разновозрастных поверхностях в горах, их связь со структурой растительных сообществ.
Выдвинул концепцию, характеризующая структуру, содержание и номенклатуру почвенных таксономий, на основании которой проведена систематизация существующих в мире классификаций почв и их корреляция с Мировой реферативной базой почвенных ресурсов.
Разработал теорию и методы характеристики разнообразия и состояния почвенного покрова с учётом его внутриконтурной вариабельности, описания и оценки экосистемных услуг, связанных с почвами, экологического и экономического анализа деградации почвенного покрова.
В 1993—2001 годах преподавал на сельскохозяйственном факультете Петрозаводского государственного университета. Читал курсы по профилю в Мексике, США, Аргентине и Венгрии.
На факультете почвоведения МГУ читает курсы «Введение в почвоведение», «Почвенный покров мира» и «Продовольственная безопасность», ранее читал курс «История и методология почвоведения».

## Публикации
Является автором свыше 200 научных работ, среди них — 16 монографий, в том числе:
- Красильников П. В., Шоба С. А. Сульфатнокислые почвы Восточной Фенноскандии. — Карельский НЦ РАН Петрозаводск, 1997. — 160 с.
- Красильников П. В., Шоба С. А. Почвенная номенклатура и корреляция. — Карельский НЦ РАН Петрозаводск, 1999. — 435 с.
- Krasilnikov, P. V., Ibáñez-Martí, J. J., Arnold, R. W., and Shoba, S. A. Handbook of soil terminology, correlation and classification. Earthscan, London, 2009. 440 p.
- P. Krasilnikov, Ma del C Gutiérrez-Castorena, R. Ahrens, C. O. Cruz-Gaistardo, S. Sedov, and E. Solleiro-Rebolledo. The soils of Mexico. Springer, 2013. 182 p.

## Наиболее цитируемые статьи
Krasilnikov, P. V., and Tabor, J. A. Perspectives on utilitarian ethnopedology. Geoderma 111, 3-4 (2003), 197—215. DOI: 10.1016/S0016-7061(02)00264-1
Krasilnikov, P., and García-Calderón, N. E. A WRB-based buried paleosol classification. Quaternary International 156 (2006), 176—188. DOI: 10.1016/j.quaint.2006.05.009
Targulian, V. O., and Krasilnikov, P. V. Soil system and pedogenic processes: Self-organization, time scales, and environmental significance. Catena 71, 3 (2007), 373—381. DOI: 10.1016/j.catena.2007.03.007
Krasilnikov, P. V., García-Calderón, N. E., Ibáñez-Huerta, A., Bazán-Mateos, M., and Hernández-Santana, J. R. Soilscapes in the dynamic tropical environments: The case of Sierra Madre del Sur. Geomorphology 135, 3-4 (2011), 262—270. DOI: 10.1016/j.geomorph.2011.02.013
Ibáñez, J.-J., Krasilnikov, P., and Saldaña, A. Archive and refugia of soil organisms: Applying a pedodiversity framework for the conservation of biological and non-biological heritages. Journal of Applied Ecology 49, 6 (2012), 1267—1277. DOI: 10.1111/j.1365-2664.2012.02213.x
Hartemink, A. E., Krasilnikov, P., and Bockheim, J. G. Soil maps of the world. Geoderma 207 (2013), 256—267. DOI: 10.1016/j.geoderma.2013.05.003
Красильников, П. В. Устойчивые соединения углерода в почвах: происхождение и функции. Почвоведение, 9 (2015), 1131—1144. DOI: 10.1134/s1064229315090069
Krasilnikov, P. Soil priorities in Russia. Geoderma Regional 29 (2022), e00538. DOI: 10.1016/j.geodrs.2022.e00538